# Parpan
Parpan är en ort och tidigare kommun i regionen Plessur i kantonen Graubünden, Schweiz. Parpan ligger i översta delen av Churwaldner-dalen, invid Lenzerheidepasset, knappt en och en halv mil söder om kantonshuvudstaden Chur. 2010 upphörde kommunen och inkorporerades med Churwalden. En stor del av de förvärvsarbetande pendlar in till Chur.
Parpan var från början rätoromanskspråkigt, men på 1500-talet tog tyska språket överhand. Kyrkan gick över till den reformerta läran 1526. Numera finns en betydande katolsk minoritet som söker kyrka i kommuncentrumet Churwalden.